# San Mauro Pascoli
San Mauro Pascoli (romanyol nyelven San Mävar) település Olaszországban, Emilia-Romagna régióban, Forlì-Cesena megyében. Lakosainak száma 12 186 fő (2023. január 1.). San Mauro Pascoli Bellaria-Igea Marina, Rimini, Santarcangelo di Romagna és Savignano sul Rubicone községekkel határos.

## Népesség
A település lakossága az elmúlt években az alábbi módon változott:
| Lakosok száma | 11 776 | 11 929 | 12 186 |
|               | 2017   | 2018   | 2023   |